# 歐拉夫斯維克

歐拉夫斯維克2017年时的全景图

歐拉夫斯維克是冰島西部區斯奈山镇市镇内的小鎮，位於該國西部斯奈山半島的北部，海拔高度21米，主要經濟活動是漁業和商業，2023年人口991。

## 外部連結
- 斯奈山镇官方网站 （页面存档备份，存于） （冰岛语）
- Ólafsvík photo （页面存档备份，存于）

64°53′39″N 23°42′39″W / 64.89417°N 23.71083°W